# Скляров, Сергей Валерьевич
Сергей Валерьевич Скляров (род. 28 августа 1967, Иркутск) — российский юрист, доктор юридических наук, профессор (специалист в области уголовного права).

## Биография
В 1992 году окончил юридический факультет Иркутского государственного университета.
С 1992 по 1998 год — преподаватель, старший преподаватель, доцент, декан юридического факультета Иркутского государственного университета. В 1996 году защитил диссертацию на соискание степени кандидата юридических наук в Диссертационном совете Санкт-Петербургского государственного университета на тему «Мотивы индивидуального преступного поведения и их уголовно-правовое значение».
В 1998—1999 годах — доцент, заместитель декана юридического факультета Иркутской государственной экономической академии. В 2000—2009 годах директор Иркутского юридического института (филиала) Российской правовой академии. С 2005 года член Совета ректоров ВУЗов Иркутской области.
В 2002—2004 годах являлся представителем общественности в квалификационной коллегии судей Иркутской области.
В 2004 году защитил диссертацию на соискание ученой степени доктора юридических наук в диссертационном совете при Российской правовой академии Министерства юстиции Российской Федерации на тему «Вина и мотивы преступного поведения как основание дифференциации и индивидуализации уголовной ответственности».
В 2004 году и в 2007 году назначался представителем Президента Российской Федерации в квалификационной коллегии судей Усть-Ордынского Бурятского автономного округа.
В 2007—2009 гг. член Общественной палаты Иркутской области первого созыва.
В 1996—2006 гг. стажировался в университетах США, Великобритании, Канады и Австралии, изучая систему юридического образования этих стран.
В 2008 году присвоено ученое звание профессора. В дальнейшем, после перехода в Академию Генеральной прокуратуры Российской Федерации — профессор, учёный секретарь и проректор этого вуза.
С 2016 года профессор кафедры уголовного права Российского государственного университета правосудия, член редакционной коллегии журнала «Правосудие/Justice».
Председатель диссертационного совета при Российском государственном университете правосудия, член диссертационных советов при Университете прокуратуры Российской Федерации, при Всероссийском государственном университете юстиции.
Автор более 300 научных, учебных и учебно-методических работ, в том числе пяти монографий, пяти учебников, двух учебных пособий по проблемам уголовного права и криминологии. Входил в редакционную коллегию «Академического юридического журнала», «Вестника Академии Генеральной прокуратуры Российской Федерации», публиковался также в журналах «Российская юстиция» (официальный печатный орган правового Российского государства), «Государство и право» (издание Российской академии наук).

### Почётные грамоты и награды
- 2001 год — почётная грамота Министерства юстиции Российской Федерации.
- 2002 год — медаль Анатолия Кони, медаль «В память 200-летия Минюста России».
- 2005 год — почётная грамота Министерства образования и науки Российской Федерации.
- 2015 год — почетная грамота Генерального прокурора Российской Федерации.

## Из библиографии
1. Мотивы индивидуального преступного поведения и их уголовно-правовое значение / С. В. Скляров ; Рос. правовая акад. М-ва юстиции РФ. — М. : Изд-во РПА, 2000. — 279 с. — Авт. по кн. — 1000 экз. — ISBN 5-89172-002-5.[15]
2. Вина и мотивы преступного поведения = Guilt and motives of the crime / С. В. Скляров ; Ассоц. юрид. центр. — Санкт-Петербург : Изд-во Р. Асланова : Юридический центр Пресс, 2004. — 324 с. — (Теория и практика уголовного права и уголовного процесса = Theory and Practice of Criminal Law and Criminal Procedure). На авантит. авт.: С. В. Скляров, к.ю.н., доц. — Авт. также на англ. яз.: S.V. Sklyarov. — Рез. на англ. яз. — Библиогр. в подстроч. примеч. — 1050 экз. — ISBN 5-94201-374-8 (в пер.) / Источник информации — электронный каталог РНБ.